# Misiunea Militară Germană în România
Misiunea Militară Germană în România (în germană Deutsche Heeresmission in Rumänien) a fost o agenție de comandă a Wehrmachtului la București în timpul celui de-Al Doilea Război Mondial. A fost condusă  de generalul Erik Hansen din octombrie 1940 până în august 1944.
Relațiile militaro-politice ale Berlinului cu Bucureștiul s-au intensificat în mod deosebit după ce generalul Ion Antonescu a preluat guvernarea la București la începutul lui septembrie 1940 și s-a autoproclamat „șef de stat” și a căutat sprijinul Germaniei în reforma Armatei Române. După conversația revoluționară a lui Antonescu cu Adolf Hitler din 22 noiembrie 1940, România a aderat la Pactul Tripartit o zi mai târziu.
Scopul inițial al misiunii a fost:
- să protejeze zăcământul petrolier Ploiești împotriva raidurilor aeriene aliate
- să permită Armatei Române să rezolve anumite sarcini militare conform unui plan strict orientat spre interesele germane,
- să pregătească desfășurarea forțelor germane și române din România în caz de război cu Uniunea Sovietică.